# Estação Roosevelt
A Estação Roosevelt é uma das estações do Trem Urbano de San Juan, situada em San Juan, entre a Estação Hato Rey e a Estação Domenech. É administrada pela Alternate Concepts Inc..
Foi inaugurada em 17 de dezembro de 2004. Localiza-se no cruzamento da Avenida Franklin Delano Roosevelt com a Hwy 1. Atende os bairros de Hato Rey Central e Hato Rey Norte.